# Inter Mediolan w sezonie 1908/1909
Sezon 1908/1909 był pierwszym sezonem w historii Interu Mediolan, który został założony 9 marca 1908 w Mediolanie.
Najlepszymi strzelcami zespołu zostali Gama i Schuler, którzy zdobyli łącznie jedną bramkę.

## Skład
| Nr | Poz. | Piłkarz                 |
| -- | ---- | ----------------------- |
|    | BR   | Carlo Cocchi            |
|    | OB   | Kappler                 |
|    | OB   | Hernst Marktl (kapitan) |
|    | OB   | Mario Moretti           |
|    | OB   | Niedermann              |
|    | PO   | Enrico Du Chene         |
|    | PO   | Virgilio Fossati        |

| Nr | Poz. | Piłkarz         |
| -- | ---- | --------------- |
|    | PO   | Werner Kummer   |
|    | PO   | Ugo Rietmann    |
|    | PO   | Arnaldo Wolkel  |
|    | NA   | Achille Gama    |
|    | NA   | Carlo Hopf      |
|    | NA   | Bernard Schuler |

## Rozgrywki

### Prima Categoria

#### Kwalifikacje Lombardii
| 10 stycznia 1909 | AC Milan                         | 3:2   | Inter Mediolan         |                                        |
|                  | Trerè 25' · Lana 74' · Laich 86' | (1:0) | 69' Gama · 88' Schuler | Arena Civica, Mediolan Sędzia: Goodley |

| 24 stycznia 1909 | Inter Mediolan | 0:2   | US Milanese   |                                         |
|                  |                | (0:2) | Pizzi 5', 42' | Arena Civica, Mediolan Sędzia: Spensley |